# Dhamma-chakka-pavattana-sutra

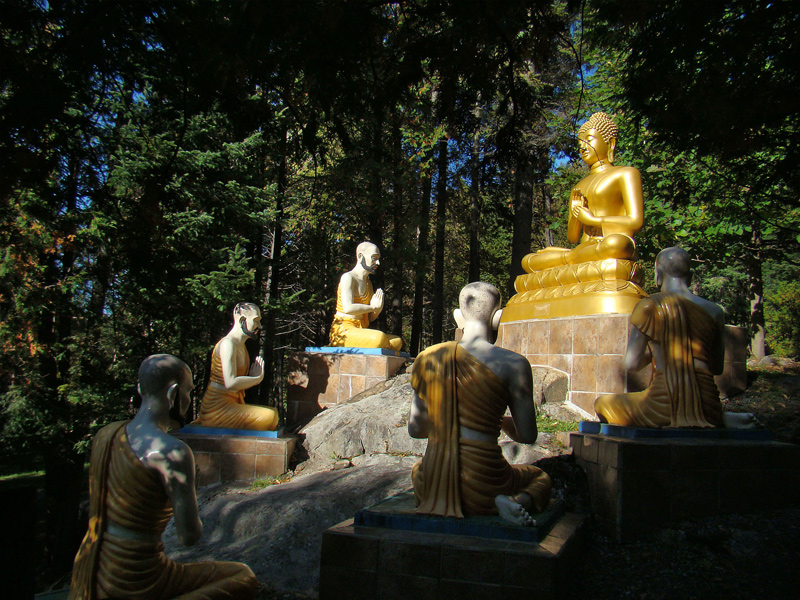
Representación de la primera enseñanza de Buda. Monasterio vietnamita en Québec, Canadá

El Dhammacakkappavattana Sutra (Pali; Sánscrito: Dharmacakra Pravartana Sūtra; Español: Discurso de la puesta en movimiento de la rueda del dharma) es un texto budista considerado el registro de la primera enseñanza dada por Buda Gautama tras alcanzar la iluminación.
De acuerdo a la tradición, Buda presentó esta enseñanza en la localidad de Sarnath, India, a los llamados cinco ascetas (antiguos compañeros con quienes había pasado seis años de ascetismo). 
El tema principal de este sutra es las cuatro nobles verdades, enseñanza central del budismo que provee un marco conceptual para todo el pensamiento budista. Además, introduce los conceptos de camino medio, impermanencia o transitoriedad y origen dependiente (Pratītyasamutpāda).